# Mediceus Laurentianus

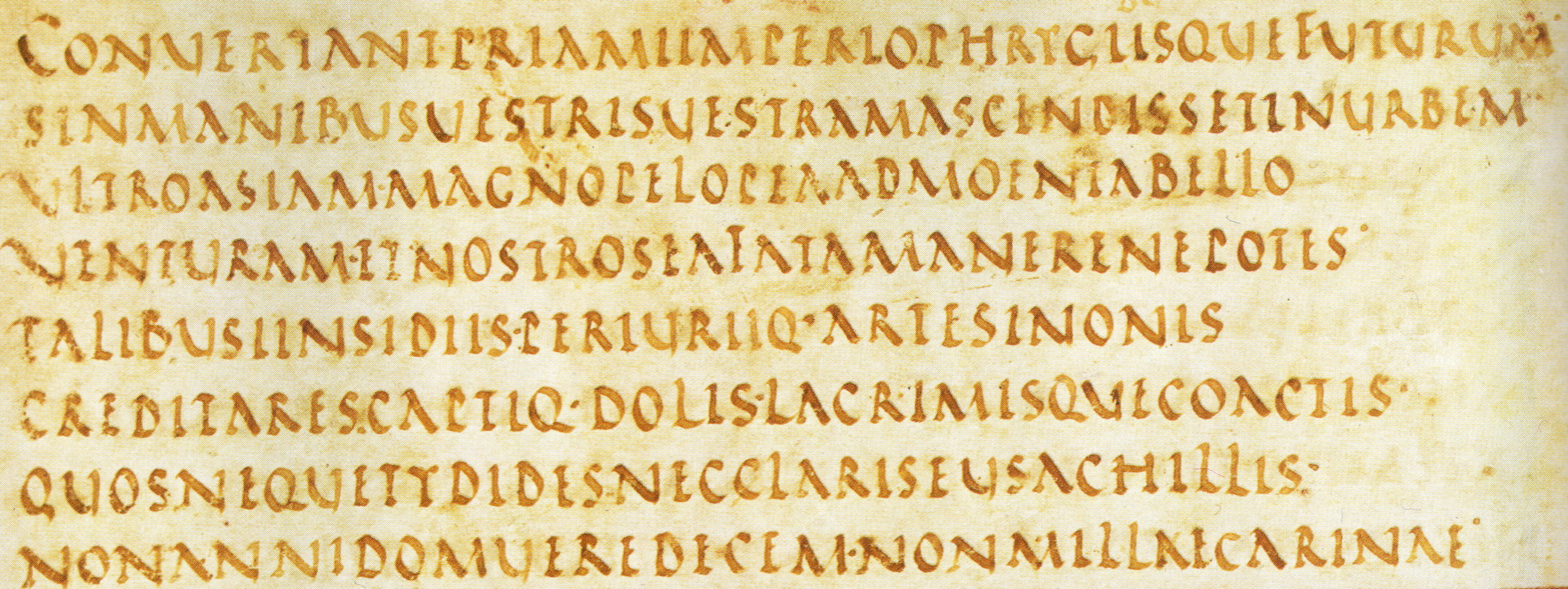
Texte en rustica, folio 18v de Vergilius vaticanus.

Le Mediceus Laurentianus ou Vergilius Mediceus est un manuscrit célèbre du milieu du Ve siècle, écrit en rustica et conservé à la bibliothèque Laurentienne où il est coté Plut. 39.1. C'est le plus complet des codices anciens contenant les trois œuvres majeures de Virgile : les Bucoliques, les Géorgiques et l'Énéide.
Il fait partie des huit codices maiores utilisés pour l'établissement de l'apparat critique de l'œuvre de Virgile. Sur le stemma codicum, il est noté M (pour Mediceus), ses correcteurs successifs sont notés M1 à M7.

## Le manuscrit
Il est écrit à Rome vers 450, à l'encre noire, en rustica, selon l'usage de l'époque, sans ponctuation ni séparations entre les mots. Très complet, il contient l'intégralité des Géorgiques et de l'Énéide. Il ne lui manque que les cinq premières églogues et le début de la 6e, jusqu'au vers 47.
Une note entre la fin des Bucoliques et le début des Géorgiques signale qu'il a été corrigé par Turcius Rufius Apronianus Asterius, qui était consul en 494 (sous le règne de Théodoric le Grand).

## Son histoire
Conservé à l'Abbaye de Bobbio au moins jusqu'en 1461 ou 1467, il se retrouve ensuite à la bibliothèque apostolique vaticane, où l'humaniste Julius Pomponius Laetus le consulte et l'annote (à l'encre rouge) vers 1471. Il sert peut-être à l'établissement de l'édition princeps des Œuvres de Virgile, imprimée à Rome en 1469.
Au XVIe siècle il est acheté par le grand-duc de Toscane Cosme de Médicis aux héritiers du cardinal Rodolphe de Carpi, grand amateur des arts et grand collectionneur de livres, mort en 1564. Il est désormais conservé à la bibliothèque Laurentienne où il est coté Cod. Laur. Lat. 39, 1.
Il y a aussi un folio à la bibliothèque vaticane coté Cod. Vat. Lat. 3225, f.76.

## Édition
En 1741, Giovanni Gaetano Bottari, savant prélat florentin, est garde de la bibliothèque vaticane  et le philologue florentin, Pier Francesco Foggini, en est le bibliothécaire. Ils entreprennent la publication des manuscrits de Virgile de la bibliothèque, dont le Vergilius Vaticanus à partir des gravures de Bartoli. Ils éditent aussi un fac-similé du Mediceus Laurentianus. Le volume – un in-quarto – est imprimé à Florence par Joseph Manniani, avec des caractères de différentes tailles imitant l'écriture majuscule originale, en noir et rouge  (pour les corrections de Rufius Asterius et de Pomponius Laetus). Dans la préface, une gravure assez précise reproduit quelques lignes du manuscrit original.